# Trachelophora lineata
Trachelophora lineata är en skalbaggsart som beskrevs av Aurivillius 1924. Trachelophora lineata ingår i släktet Trachelophora och familjen långhorningar. Inga underarter finns listade i Catalogue of Life.